# Nordhessisches Vulkangebiet
Als Nordhessisches Vulkangebiet oder Vulkanismus der Hessischen Senke werden die vulkanischen Relikte und Erscheinungen im Bereich von Hessen und Niedersachsen zusammengefasst, die sich im Knüllgebirge, im Kellerwald, in der Gudensberger Kuppenschwelle, im Habichtswälder Bergland, im Reinhardswald, im Kaufunger Wald und am Hohen Meißner finden. Insgesamt sind in diesem Gebiet mehr als 2000 separate vulkanische Relikte zu finden, darunter der nördlichste Vulkan Deutschlands.

## Erscheinungsformen im Gelände
Die meisten Vulkane der genannten Regionen sind erodierte Schlote, bei denen keine Relikte von oberflächennahen vulkanischen Bildungen (Krater, Eruptionskegel etc.) mehr erkennbar sind. Nur im Bereich des Habichtswalds sind auch vulkanische Tuffgesteine weiter verbreitet. Daneben finden sich aber auch größere subvulkanische Bildungen, die durch die Erosion der ursprünglich darüber liegenden Gesteinsabdeckung freigelegt wurden. Die Häufigkeit derartiger Bildungen wird damit erklärt, dass zur Zeit der vulkanischen Aktivität in diesem Gebiet verbreitet relativ weiche Sedimentgesteine anzutreffen waren, die einer lateralen, schichtparallelen Intrusion von Magma wenig Widerstand entgegenzusetzen hatten. Gleichzeitig können diese Intrusionen nicht in allzu großer Tiefe stattgefunden haben, denn die Gesteine unterscheiden sich nicht wesentlich von effusiv gebildeten Vulkaniten.

## Alter des Vulkanismus
Die vulkanische Aktivität der in der Hessischen Senke erstreckte sich über einen Zeitraum von 25 bis 5 Millionen Jahre vor unserer Zeit, mit einem Schwerpunkt der Aktivität im Obermiozän vor 14 bis 13 Millionen Jahren.

## Bedeutende Einzelvorkommen

### Hoher Meißner
Der Hohe Meißner bildet ein klassisches Beispiel für subvulkanische Bildung eines Basaltkörpers. Seine Basalte scheinen kleinere Decken zu bilden, die zunächst als Relikte einer oberflächlichen Effusion von Lava galten, heute aber als freigelegte Intrusionskörper interpretiert werden.

### Bühl bei Kassel

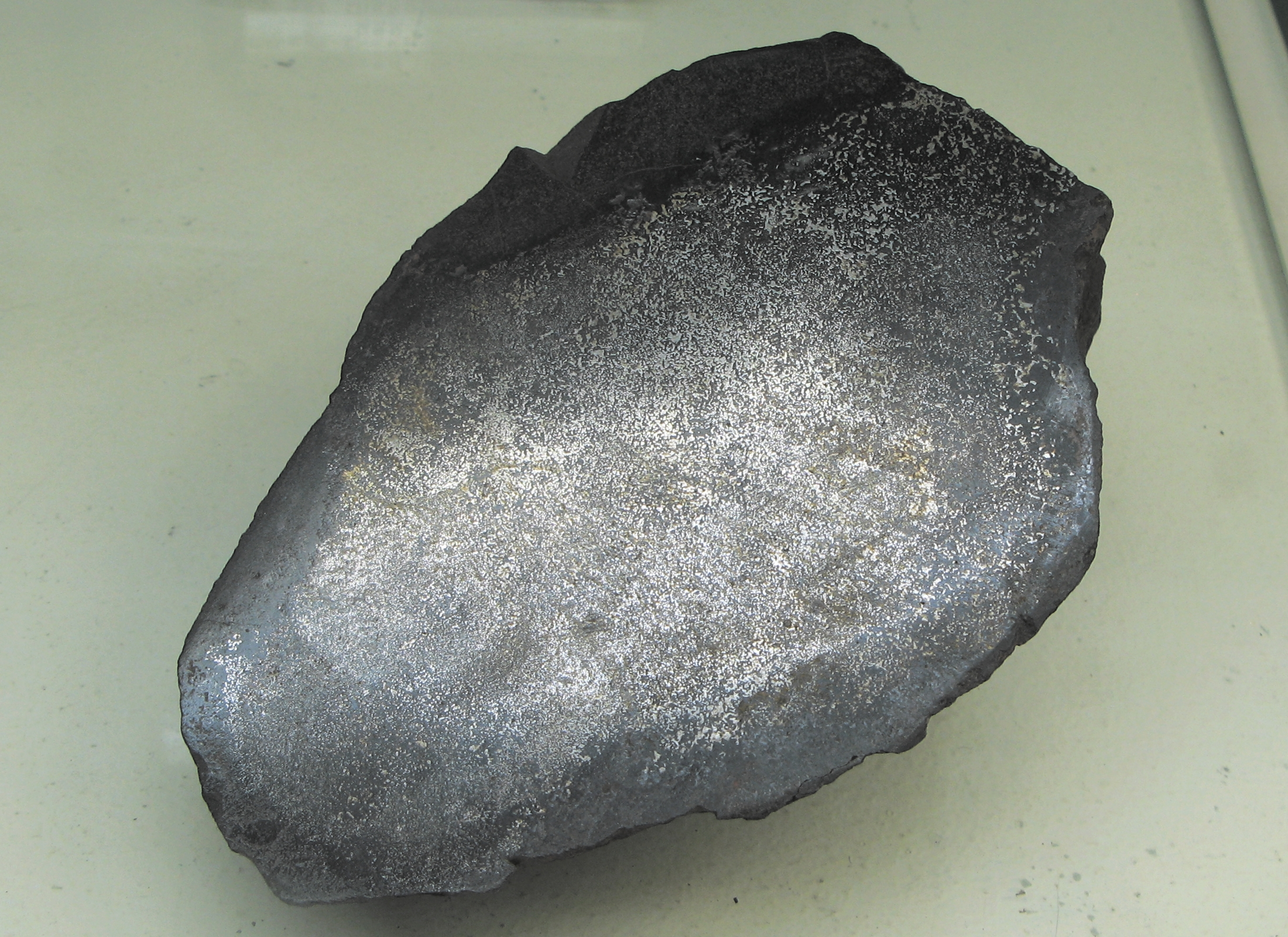
Gediegenes Eisen in Basalt vom Bühl

Der Basaltschlot vom Bühl (Weimar) ist berühmt als Fundort für natürlich gebildetes, metallisches Eisen im Basalt. Das Magma hat dort ein Braunkohleflöz durchschlagen, wodurch lokal reduzierende Bedingungen herrschten und der im Magma vorhandene Magnetit an Ort und Stelle zu Eisen reduziert wurde.

### Blaue Kuppe bei Eschwege
Auch an der Blauen Kuppe hat das aufsteigende Magma mit dem umgebenden Gestein – hier Sandsteine des Buntsandsteins – interagiert und den Sandstein in großem Umfang durch Kontaktmetamorphose in Buchit umgewandelt. Nach der Eruption wurde zudem in diesem Schlot durch Pneumatolyse eine charakteristische Mineralgesellschaft gebildet.

### Ultrabasische Vulkanite bei Hofgeismar und Fritzlar
Im Bereich von Hofgeismar sowie im Raum Fritzlar sind an mehreren Stellen foiditische Vulkanite aufgeschlossen, die das seltene Mineral Melilith führen.